# Ricardo María Carles Gordó
Ricardo María Carles Gordó, španski rimskokatoliški duhovnik, škof in kardinal, * 24. september 1926, Valencia, † 17. december 2013.

## Življenjepis
29. junija 1951 je prejel duhovniško posvečenje.
6. junija 1969 je bil imenovan za škofa Tortose in 3. avgusta istega leta je prejel škofovsko posvečenje.
23. marca 1990 je postal nadškof Barcelone.
26. novembra 1994 je bil povzdignjen v kardinala in imenovan za kardinal-duhovnika S. Marie Consolatrice al Tiburtino.
Upkojil se je 15. junija 2004.